# 交響曲第4番 (ミヨー)
交響曲第4番は、ダリウス・ミヨーが作曲した12曲の交響曲のうちの1曲である。

## 作曲の経緯
二月革命100年記念として、フランス国民教育省の依頼を受ける。1947年に作曲され、翌1948年に作曲者自身によって初演された。

## 楽器編成
ピッコロ、フルート2、オーボエ2、コーラングレ、クラリネット2、バスクラリネット、ファゴット2、コントラファゴット、サクソフォーン2、ホルン4、トランペット4、トロンボーン4、チューバ2、大太鼓、その他打楽器各種、弦5部。

## 楽曲の構成
4つの楽章から成り、各楽章にはタイトルがつけられている。
第1楽章 「蜂起」（L'Insurrection）
Anime、4/4拍子。 打楽器による行進曲風の短い序奏の後、管楽器により第1主題が提示される。
第2楽章 「共和国の死者たちに」（Aux Morts de la Repulique）
Lent、3/4拍子。
第3楽章 「自由回復の静かな喜び」（Les joies paisibles de la liberte retrouvee）
Moderement、6/8拍子。
第4楽章 「1948年を記念して」（Commemoration 1948）
Anime